# Gaspar Kani
Gaspar Kani (* 16. Oktober 1910 in Franztal bei Semlin (heute Stadt Belgrad) in Serbien; † 29. September 1968 in Lake Simcoe, Ontario, Kanada) war ein Bauingenieur, der für das Kani-Verfahren (ein Momentenausgleichsverfahren der Baustatik für die Berechnung von mehrstöckigen Rahmen) bekannt geworden ist.

## Leben
An der technischen Fakultät der Universität Zagreb schloss er 1937 das Studium des Bauingenieurwesens ab und wurde dort 1938 Assistent. 1943 wurde er Assistent an der technischen Hochschule Stuttgart bei Otto Graf und anschließend nach dem Ende des Zweiten Weltkriegs bei Karl Deininger.
Gaspar Kani veröffentlichte sein Verfahren 1949. Er berechnete damit die erste deutsche Spannbetonbrücke, die bei Heilbronn für die Eisenbahn erbaut wurde. Er ertrank bei einem Segelausflug am Lake Simcoe in Kanada.